# Swedish Open 2009
Collector Swedish Open 2009 — тенісний турнір, що проходив на кортах з ґрунтовим покриттям. Це був перший турнір Collector Swedish Open. Відбувся в Бостаді (Швеція). Жіночий турнір тривав з 6 до 11 липня 2009 року, чоловічий — з 13 до 19 липня 2009 року.

## Учасниці

### Сіяні учасниці
| Гравчиня               | Країна     | Рейтинг* | Сіяна |
| ---------------------- | ---------- | -------- | ----- |
| Каролін Возняцкі       | Данія      | 9        | 1     |
| Домініка Цібулкова     | Словаччина | 13       | 2     |
| Флавія Пеннетта        | Італія     | 15       | 3     |
| Кая Канепі             | Естонія    | 25       | 4     |
| Сорана Кирстя          | Румунія    | 27       | 5     |
| Анастасія Павлюченкова | Росія      | 29       | 6     |
| Карла Суарес Наварро   | Іспанія    | 34       | 7     |
| Івета Бенешова         | Чехія      | 35       | 8     |

- Рейтинг подано of 22 червня 2009.

### Інші учасниці
Нижче подано учасниць, що отримали вайлд-кард на вихід в основну сітку
- Еллен Аллгурін
- Юганна Ларссон
- Сандра Рома

Нижче наведено гравчинь, які пробились в основну сітку через стадію кваліфікації:
- Ксенія Палкіна
- Міхаела Юханссон
- Юлія Вакуленко
- Ірина Бурячок

## Учасники

### Сіяні учасники
| Гравець           | Країна    | Рейтинг* | Сіяний |
| ----------------- | --------- | -------- | ------ |
| Фернандо Вердаско | Іспанія   | 9        | 1      |
| Робін Содерлінг   | Швеція    | 12       | 2      |
| Томмі Робредо     | Іспанія   | 14       | 3      |
| Юрген Мельцер     | Австрія   | 30       | 4      |
| Ніколас Альмагро  | Іспанія   | 42       | 5      |
| Флоран Серра      | Франція   | 52       | 6      |
| Крістоф Рохус     | Бельгія   | 57       | 7      |
| Максімо Гонсалес  | Аргентина | 58       | 8      |

- Рейтинг подано станом на 6 липня 2009.

### Інші учасники
Нижче подано учасників, що отримали вайлд-кард на вихід в основну сітку
- Daniel Berta
- Андреас Вінчігерра
- Григор Димитров

Нижче наведено гравців, які пробились в основну сітку через стадію кваліфікації:
- Петер Лучак
- Гільєрмо Каньяс
- Потіто Стараче
- Даніель Хімено-Травер

## Переможці та фіналісти

### Чоловіки. Одиночний розряд
Робін Содерлінг —  Хуан Монако, 6–3, 7–6(7–4)
- Для Содерлінга це був перший титул за сезон і 4-й — за кар'єру.

### Одиночний розряд. Жінки
Марія Хосе Мартінес Санчес —  Каролін Возняцкі  7–5, 6–4
- Для Мартінес Санчес це був другий титул за сезон і за кар'єру.

### Парний розряд. Чоловіки
Ярослав Левинський /  Філіп Полашек —  Робін Содерлінг /  Роберт Ліндстедт, 1–6, 6–3, [10–7]

### Парний розряд. Жінки
Хісела Дулко /  Флавія Пеннетта —  Нурія Льягостера Вівес /  Марія Хосе Мартінес Санчес, 6–2, 0–6, [10–6]